# تلانیوس مانک
تلانیوس سفر مانک (انگلیسی: Thelonious Sphere Monk ‎/θəˈloʊniəs/‎، ‏۱۰ اکتبر ۱۹۱۷ – ۱۷ فوریه ۱۹۸۲) آهنگ ساز و جاز پیانیست بود.
او را معمولاً برای سبک منحصربه‌فرد بداهه‌پردازی می‌شناسند. سبکی که هارمونی ناهمگون (دزونانس)، تعویض‌های ناگهانی ملودی و به‌خصوص استفاده از سکوت و مکث از مشخصه‌های اصلی آن است. او را معمولاً به همراه چارلی پارکر، مایلز دیویس و دیزی گیلیسپی از به‌وجود آورندگان سبک بیباپ می‌دانند.
او که از ۴ سالگی همراه با مادرش وارد نیویورک شد و از شش سالگی به نواختن پیانو پرداخت، سال ۱۹۴۱ حرفهٔ خود را به صورت جدی با پیوستن به جوانانی که در تماشاخانهٔ مینتون نیمه شب‌ها جمع می‌شدند و بانی سبکی انقلابی به نام بی باپ شدند، (در واقع کنی کلارک درامر او را استخدام کرد) آغاز کرد.
نوآوری‌های هارمونیکش در این دوره نقشی اساسی در توسعهٔ جز مدرن داشتند، به طوری که برخی منتقدین به او لقب «کشیش اعظم بی باپ» داده بودند. با این وجود برخلاف شیوهٔ رایج دورهٔ بی باپ که تکنوازی‌ها سریع و (با نت‌ها و آکوردهایی) متراکم بود، به‌کارگیری مانک از سکوت و فضا، منحصر بفرد بود. مانک دربارهٔ خودش می‌گوید؛ «هرچیزی که من می‌نوازم متفاوت است، ملودی متفاوت، هارمونی متفاوت و نیز ساختاری متفاوت.» او که بعد از دوک الینگتون رکورددار نوشتن بیشترین قطعه در تاریخ جز است، آهنگساز قطعات معروفی از جمله Round Midnight ,Ruby My Dear, Blue Monk و Straight No Chaser است.
مانک که در سال ۱۹۵۱ برای مدت ۶ سال، کارت اجازهٔ کارش در کلاب‌ها (بعلت یافتن موادمخدر بوسیلهٔ پلیس در ماشینی که باد پاول هم در آن بود و مانک ادعا کرده بود متعلق به اوست در حالیکه صاحب آن باد بود) باطل شده بود، در دههٔ پایانی زندگیش نیز حضوری بسیار کمرنگ در عرصهٔ موسیقی داشت (آخرین ضبط خود را ۱۱ سال قبل از مرگش انجام داد) و ۶ سال پایانی عمر خود را به دلیل مشکلات حاد روحی، در خانهٔ دوست قدیمی و پشتیبان خود، pannonica "Nica" de Königwerter که از خانواده ای اشرافی بود و پرستاری چارلی پارکر هم در دوران بیماری روحی او را کرده بود، کاملاً در انزوا و به دور از دنیای موسیقی گذراند.